# 好本達也
好本 達也（よしもと たつや、1956年4月13日 - ）は、日本の実業家。大丸出身、日本百貨店協会会長。

## 人物
大阪府出身。1979年慶應義塾大学経済学部卒業後、大丸入社。東京店長、執行役員、2010年大丸松坂屋百貨店発足後、執行役員経営企画室長、取締役を歴任。2013年J.フロント リテイリング取締役兼任大丸松阪屋百貨店代表取締役社長。
2020年J.フロント リテイリング取締役兼任代表執行役社長。2024年取締役兼任執行役。同年日本百貨店協会会長就任。